# Патерсон, Уильям (путешественник)
Уильям Патерсон (англ. William Paterson; 17 августа 1755, Монтроз — 21 июня 1810, близ мыса Горн) — шотландский путешественник, ботаник и офицер. Лейтенант-губернатор Тасмании и губернатор английской колонии Новый Южный Уэльс в Австралии (в 1808—1809 годах).

## Биография
У. Патерсон уже в юности заинтересовался ботаникой. Вскоре по достижении им 20 лет его посылает Мэри Боуэс, графиня Стратмор, в Южную Африку для составления коллекции растений. В мае 1777 года У. Патерсон прибывает на корабле Хайтон в Кейптаун. Оттуда он совершает экспедиции к Столовой горе и вглубь африканского континента (май 1777-март 1780).
В 1781 году У. Патерсон поступает на службу в 98-й Шотландский пехотный полк, с которым отправляется в Индию. В 1783 году ему присваивается звание лейтенанта. После расформирования полка он возвращается в Англию и служит далее в 73-м пехотном полку. В июне 1789 года Патерсон назначается капитаном корпуса Нового Южного Уэльса. В октябре 1791 он прибывает на корабле в Сидней. Затем, во главе военного отряда, с ноября 1791 по март 1793 служит на острова Норфолк.
В 1793 году, в Австралии, путешественник безуспешно пытается найти проход в Голубых горах. Тем не менее, во время этой экспедиции он открывает реку Гросе и обнаруживает несколько неизвестных ранее видов растений. В 1801 году У. Патерсон возглавляет исследовательскую экспедицию в Австралии, в Хантер Вэлли. В 1804 году он возглавляет экспедицию в Тасманию, где изучает местность в районе нынешнего города Лонсестон, реку Теймар (англ. Tamar River) и, первым из европейцев, продвигается со своими людьми вплоть до реки Норт-Эск (англ. North Esk River). В течение этих своих путешествий У. Патерсон находился в постоянной переписке с известным ботаником Джозефом Банксом, которому посылал также и собрания растений, в том числе и ранее неизвестных.
В 1794 году Патерсону присваивается звание лейтенант-полковника и он становится командующим Корпусом Нового Южного Уэльса. Находясь на этом посту, он отводит своим офицерам значительные участки земли и предоставляет им дополнительное число каторжников для работ. С 1804 по 1808 год он — лейтенант-губернатор северной части Земли Ван-Димена (нынешней Тасмании).
Политическая ситуация в колонии Новый Южный Уэльс была крайне сложной. Офицеры корпуса, возглавляемого У. Патерсоном, контролировали производство спиртных напитков и торговлю ими на территории колонии. После отъезда в Англию заболевшего губернатора Артура Филлипа, Новый Южный Уэльс остался без главы администрации. В колонии, насчитывавшей около 4000 жителей, при всё увеличивающемся изготовлении джина и рома, выросла преступность. В прошлом также некоторые действующие губернаторы (Джон Хантер, Филип Гидли Кинг) пытались ограничить влияние офицерства корпуса в колонии, но безуспешно. После того, как в 1808 году губернатором становится Уильям Блай, он начинает решительно бороться со злоупотреблениям в колонии и открывает против ряда офицеров судебный процесс. Однако это привело к открытому бунту военных в Австралии, отказавшихся следовать приговору и производить аресты. Вместо этого 25 января 1808 года был арестован сам У. Блай. Задержавший его полковник Джонстон возглавил руководство колонией и отстранил от службы всех гражданских чиновников. Вице-губернатор Нового Южного Уэльса Фове в это время находился в Лондоне и, по возвращении, сместил Джонстона. В свою очередь, Патерсон приказал арестовать самого Фове. 1 января 1809 года У. Патерсон становится лейтенант-губернатором колонии и параллельно с июня 1809 года — командующим её вооружёнными силами. Находившийся всё это время в тюремном заключении У. Блай был оправлен в Англию, некоторые из его сторонников, собиравшие подписи под петицией в защиту бывшего губернатора — посажены на его место, в тюрьму. В конце 1809 года У. Патерсона на посту губернатора Нового Южного Уэльса сменил Лаклан Маккуори.
Состояние здоровья бывшего губернатора в начале 1810 года резко ухудшилось, и в мае 1810 года он из Сиднея отправляется в Англию. Скончался на борту корабля в пути.